# Schausia confluens
Schausia confluens là một loài bướm đêm trong họ Noctuidae.